# Ruinenstadt der Xihai-Präfektur
Die Ruinenstadt der Xihai-Präfektur (chinesisch 西海郡故城遗址, Pinyin Xīhǎi jùn gùchéng yízhǐ) bzw. die Hanzeitliche befestigte Stadt der Präfektur Xihai (汉西海郡城遗址,  Hàn Xīhǎijùn Chéng yízhǐ) im Kreis Haiyan des Autonomen Bezirks Haibei der Tibeter im Nordosten der chinesischen Provinz Qinghai ist eine archäologische Stätte aus der Zeit der Han-Dynastie bis zur Zeit der Südlichen und Nördlichen Dynastien. 
Die Stätte der befestigen Stadt aus der Zeit der Han-Dynastie erstreckt sich über eine Länge von 650 Metern von Ost nach West und 600 Metern von Süd nach Nord, die erhaltene Mauer hat eine Höhe von 4 m.
Die Stätte steht seit 1988 auf der Liste der Denkmäler der Volksrepublik China (3-212).

## Xihai Jun
Xihai Jun bzw. die Präfektur Xihai wurde zuerst im 4. Jahr der Yuanshi-Ära (元始四年, 4 n. Chr.) in der Zeit der Han-Dynastie gegründet.
Im 23. Jahr der Zhenguan (贞观)-Ära (649) der Tang-Dynastie wurde Songtsen Gampo, dem König von Tubo (吐蕃) (bzw. Tibet), vom chinesischen Kaiser Tang Gaozong (唐高宗)  der Titel eines Königs von Xihai Jun (西海郡王) verliehen.